# ソルファオダスキーゲレンデ
SOL-FAオダスキーゲレンデは、愛媛県喜多郡内子町の小田深山にある、ソルファ・オダ株式会社が運営するスキー場である。現在でも小田深山スキー場と呼ばれることがある。
山頂部からは石鎚山や四国カルスト、松山平野を望むことができる。
人工降雪機を備えている。例年、12月上旬頃にオープンする。滑走は3月末頃まで可能。

## 沿革
- 1974年10月 小田深山にスキー場、リフト、駐車場完成。

## コース
| コース名                 | 難易度           |
| ------------------------ | ---------------- |
| アイデアルコース         | 中級             |
| ファミリーコース         | 初級             |
| スノーボードコース       | 初級・中級       |
| モーグルコース           | 初級・中級・上級 |
| スノーボードクロスコース | 初級・中級       |
| わんぱ～くキッズ王国     |                  |

## リフト
- 獅子越第2リフト
- 獅子越第3リフト
  - 約1000mで四国最長の高速ペアリフト(固定循環式)である。

## アクセス
- 車
  - 松山ICから国道33号を千足方面に進む。次に国道379号に進み、県道52号。